# Haloquadratum walsbyi
Haloquadratum walsbyi (лат.) — единственный вид галофильных архей в роде Haloquadratum, включённый в семейство Haloferacaceae класса галобактерий (Halobacteria). Необычен тем, что его клетки имеют плоскую квадратную форму.
Эта архея была обнаружена в 1980 году А. Э. Уолсби в прибрежном подводном соляном озере на Синайском полуострове Египта и формально описана Бернсом и коллегами в 2007 году. Организмы примечательны из-за формы чрезвычайно тонких (толщиной около 0,15 мкм) клеток, по форме близких к правильным квадратам. Не культивировались в лаборатории до 2004 года.

## Строение и жизнедеятельность
Клетки этой археи обычно содержат гранулы полигидроксиалканоата, а также большое количество преломляющих свет и заполненных газом вакуолей, которые обеспечивают плавучесть клеток, удерживая их на водной поверхности, и помогают расположить клетки под правильными углами для обеспечения максимальной эффективности улавливания света. Организмы могут соединяться друг с другом, образуя хрупкие пласты шириной до 40 микрометров.
H. walsbyi можно найти в соляных озёрах по всему миру. Когда морская вода испаряется из мелких водоемов, происходит постепенное концентрирование и осаждение карбоната и сульфата кальция, приводящее к образованию насыщенного соляного раствора. Дальнейшее испарение ведёт к осаждению хлорида натрия (галита), а затем к образованию концентрированного раствора хлорида магния. На заключительной стадии формирования кристаллов галита, прежде чем высокая концентрация хлорида магния сделает воду озера стерильной, H. walsbyi размножается и может составлять около 80 % биомассы соляного водоема. В лаборатории данные археи культивируются в среде с очень высокими концентрациями хлоридов (более 2 моль/л MgCl2 и более 3 моль/л NaCl), в этом смысле они являются одними из наиболее галофильных организмов планеты. Следует отметить, что оптимальная температура жизнедеятельности Haloquadratum составляет 40 °С.

## Генетика
Картирование генома H. walsbyi завершено. Это позволило ученым лучше понять генеалогию и таксономию организма и роль, которую он играет в экосистеме. Геномное сравнение испанских и австралийских изолятов (штаммы HBSQ001 и C23T) показало значительную схожесть геномов и сохранность порядка генов, что указывает на стремительное и глобальное распространение вида.

## Экология
Точная роль H. walsbyi в экосистеме неизвестна, но из-за её уникальной морфологии изучение этой археи может предоставить важную информацию касательно эволюции и морфологической адаптации домена.